# Klingenbach
Klingenbach (in croato Klimpuh, in ungherese: Kelénpatak) è un comune austriaco di 1 278 abitanti nel distretto di Eisenstadt-Umgebung, in Burgenland. Abitato anche da croati del Burgenland, è un comune bilingue. Fino al 1º gennaio 1971 incluse anche la località di Zagersdorf, che in quella data fu aggregata al comune di Siegendorf e in seguito è divenuto un comune autonomo.
A ridosso della parte sud dell'abitato sorge il valico di frontiera con l'Ungheria.